# 何佟之
何佟之（449年—503年）。字士威。庐江郡潜县（今安徽霍山东北）人，南朝齐、南朝梁间经学家。
祖父官至刘宋员外散骑常侍。父亲南齐奉朝請何歆。何佟之年轻时精通《三礼》，手不释卷。以经学历仕，刘宋时为扬州从事、总明馆学士、司徒车骑参军事。南齐为国子助教时，给儒生讲授《丧服》，讲经时遇到不晓经义得人，循循善诱、诲人不倦，为时人所称赞，学者称“醇儒”。后为尚书祠部郎、国子博士，国家吉凶礼仪，都由他取决，名重当时，号为京邑硕儒。建武年间为镇北记室参军、太子侍讲，侍奉皇太子，为太子讲学。领丹阳邑中正，501年，拜骁骑将军，遭遇裴叔業、崔慧景兵乱，他仍召集诸儒讲授经学。梁朝建立后，为尚书左丞。因为他博通经学，尤精三礼，参与制定各种礼仪制度。当时诸制草创，都依礼定议。天监二年卒，所著文章《礼义》百余篇。

## 延伸阅读
[在维基数据编辑]
 《梁書·卷48》，出自姚思廉《梁書》